# Mesembrierigone alpina
Mesembrierigone alpina är en tvåvingeart som beskrevs av Townsend 1931. Mesembrierigone alpina ingår i släktet Mesembrierigone och familjen parasitflugor.
Artens utbredningsområde är Bolivia. Inga underarter finns listade i Catalogue of Life.